# V571 Draconis
V571 Draconis (V571 Dra), nota anche come GSC 03905-01870, è un sistema stellare binario situato nella costellazione del Dragone. Fu scoperto da Salvador Barquin, che classificò la stella come una binaria a eclisse di tipo W Ursae Majoris nel marzo 2018. Ha una magnitudine apparente che varia da 14,43 a 14,77 in un periodo orbitale di 10,3 ore. Basato sulla media della parallasse annua di 0,4670 milliarcosecondi misurata dall'osservatorio astrometrico Gaia, questo sistema si trova a circa 7.000 anni luce dalla Terra.